# Търгу Муреш
Търгу Муреш (на румънски: Târgu Mureș; на немски: Neumarkt am Mieresch, Ноймаркт ам Мийреш, на унгарски: Marosvásárhely, Марошвашархей) е град в Румъния, в историческата област Трансилвания, административен център на окръг Муреш. Румънското, немското и унгарското название се превеждат като „тържище край река Муреш“.
Населението на града се съставлява от около 146 хиляди души към 2002 г.
Дълго време мнозинството от населението на града са унгарци, но в днешно време унгарците и румънците в града са приблизително равен брой. В периода 1952 – 1968 г. е столица на Унгарската (Муреш-Унгарска) автономна област.
- Пенинсула / Фелсигет (фестивал)

## Известни личности
Родени в Търгу Муреш
- Дьорд Драгоман (р. 1973), унгарски писател
- Петру Майор (1761 – 1821), историк и езиковед
- Бернадет Соч (р. 1995), състезателка по тенис на маса

Починали в Търгу Муреш
- Александру Тодя (1912 – 2002), духовник